# Grand Prix automobile de Rio de Janeiro 1934

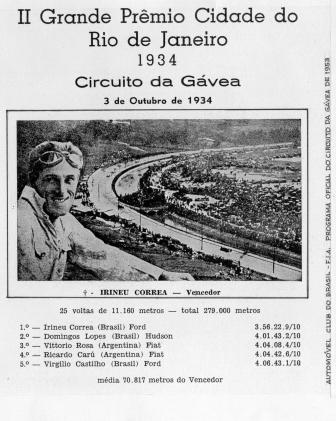
Prospectus présentant les résultats officiels du Grand Prix de Rio de Janeiro 1934

Le Grand Prix automobile de Rio de Janeiro 1934, officiellement le II Grande Prêmio da citade de Rio de Janeiro, est un Grand Prix qui s'est tenu sur le circuit de Gávea le 3 octobre 1934.

## Grille de départ
| 1re ligne | Pos. 1                  | Pos. 2                    | Pos. 3                   | Pos. 4                 |
| --------- | ----------------------- | ------------------------- | ------------------------ | ---------------------- |
|           | Rosa Fiat               | de Carvalho Hispano Suiza | Gonçalves Bugatti        | Porto DeSoto           |
| 2e ligne  | Pos. 5                  | Pos. 6                    | Pos. 7                   | Pos. 8                 |
|           | Landi Bugatti           | Zatuszek Mercedes-Benz    | Cruz Bugatti             | Rocha Isotta Fraschini |
| 3e ligne  | Pos. 9                  | Pos. 10                   | Pos. 11                  | Pos. 12                |
|           | Lo Turco Ford           | Marconcini Sacre          | Sartorelli Ford          | McCarthy Chrysler      |
| 4e ligne  | Pos. 13                 | Pos. 14                   | Pos. 15                  | Pos. 16                |
|           | Moraes Chrysler         | Souza Bugatti             | Sant'anna Fiat           | Santiago Chrysler      |
| 5e ligne  | Pos. 17                 | Pos. 18                   | Pos. 19                  | Pos. 20                |
|           | Potter Steyr            | Riganti Bugatti           | Fernandez Amilcar        | Castilho Ford          |
| 6e ligne  | Pos. 21                 | Pos. 22                   | Pos. 23                  | Pos. 24                |
|           | Dall'Ochio Graham-Paige | Crespi Bugatti            | Bianco Bugatti           | Casini Hudson          |
| 7e ligne  | Pos. 25                 | Pos. 26                   | Pos. 27                  | Pos. 28                |
|           | D Lopes Hudson          | Sarmento Bugatti          | Carú Fiat                | Coppoli Bugatti        |
| 8e ligne  | Pos. 29                 | Pos. 30                   | Pos. 31                  | Pos. 32                |
|           | Lozzano Ford            | de Santis Ford            | Antici Ford              | Guerrera Hudson        |
| 9e ligne  | Pos. 33                 | Pos. 34                   | Pos. 35                  | Pos. 36                |
|           | Soeiro Farman           | Blanco REO                | Malcolm Austro-Daimler   | Murro Austro-Daimler   |
| 10e ligne | Pos. 37                 | Pos. 38                   | Pos. 39                  | Pos. 40                |
|           | de Teffé Alfa Romeo     | Milone Bugatti            | B Lopes Bugatti          | Martins Alfa Romeo     |
| 11e ligne | Pos. 41                 | Pos. 42                   | Pos. 43                  | Pos. 44                |
|           | Malusardi Ford          | Saluzzo Bugatti           | Di Bartolomeo Alfa Romeo | Corrêa Ford            |

## Classement de la course
| Pos  | no | Pilote              | Châssis              | Tours | Temps/Abandon     | Grille |
| ---- | -- | ------------------- | -------------------- | ----- | ----------------- | ------ |
| 1    | 90 | Irineu Corrêa       | Ford V-8 Adaptado    | 25    | 3 h 56 min 22 s 9 | 44     |
| 2    | 52 | Domingos Lopes      | Hudson Adaptado      | 25    | + 5 min 20 s 3    | 25     |
| 3    | 2  | Vittorio Rosa       | Fiat Adaptado        | 25    | + 7 min 45 s 5    | 1      |
| 4    | 56 | Ricardo Carú        | Fiat Adaptado        | 25    | + 8 min 19 s 7    | 27     |
| 5    | 42 | Virgílio Castilho   | Ford V-8 Adaptado    | 25    | + 10 min 20 s 2   | 20     |
| 6    | 60 | Roberto Lozzano     | Ford V-8 Adaptado    | 25    | + 10 min 41 s 1   | 29     |
| 7    | 20 | Adolfo Lo Turco     | Ford V-8 Adaptado    | 25    | + 12 min 20 s     | 9      |
| 8    | 64 | Adalberto Antici    | Ford V-8 Adaptado    | 25    | + 16 min 3 s 9    | 31     |
| 9    | 14 | Carlos Zatuszek     | Mercedes-Benz SSKL   | 25    | + 16 min 20 s 4   | 6      |
| 10   | 62 | Júlio de Santis     | Ford V-8 Adaptado    | 25    | + 17 min 32 s 1   | 30     |
| 11   | 70 | Ernesto Blanco      | Reo Winfield         | 25    |                   | 34     |
| 12   | 72 | Juan Malcolm        | Austro-Daimler       | 25    |                   | 35     |
| 13   | 50 | Henrique Casini     | Hudson Adaptado      | 25    |                   | 24     |
| Abd. | 48 | Gino Bianco         | Bugatti Willys       | 24    | Accident?         | 23     |
| Abd. | 24 | Armando Sartorelli  | Ford V-8 Adaptado    | 23    |                   | 11     |
| Abd. | 46 | Nino Crespi         | Bugatti T37A         | 16    | Accident mortel   | 22     |
| Abd. | 54 | Moraes Sarmento     | Bugatti Studebaker   | 12    |                   | 26     |
| Abd. | 76 | Manuel de Teffé     | Alfa Romeo 6C 1750   | 12    |                   | 37     |
| Abd. | 12 | Chico Landi         | Bugatti T37A         | 12    | Mécanique         | 5      |
| Abd. | 78 | César Milone        | Bugatti T37A         | 8     | Accident          | 38     |
| Abd. | 58 | Vittorio Coppoli    | Bugatti T37A         | 6     | Différentielle    | 28     |
| Abd. | 28 | Júlio de Moraes     | Chrysler Adaptado    | 6     |                   | 13     |
| Abd. | 22 | Alete Marconcini    | Sacre                | 5     |                   | 10     |
| Abd. | 86 | Antônio Saluzzo     | Bugatti T37A         | 4     | Bielles           | 42     |
| Abd. | 84 | Adriano Malusardi   | Ford V-8 Adaptado    | 4     |                   | 41     |
| Abd. | 30 | Souza & Tutuca      | Bugatti T37A         | 1     |                   | 14     |
| Abd. | 16 | Manoel Cruz         | Bugatti T37A         | 0     |                   | 7      |
| Abd. | 6  | Antônio de Carvalho | Hispano-Suiza        | ?     |                   | 2      |
| Abd. | 8  | Angelo Gonçalves    | Bugatti T37A         | ?     |                   | 3      |
| Abd. | 10 | Marques Porto       | DeSoto Adaptado      | ?     |                   | 4      |
| Abd. | 18 | Armando Rocha       | Isotta Fraschini     | ?     |                   | 8      |
| Abd. | 26 | Augusto McCarthy    | Chrysler Adaptado    | ?     | Suspension        | 12     |
| Abd. | 32 | Joaquim Sant'anna   | Fiat Balila          | ?     |                   | 15     |
| Abd. | 34 | José Santiago       | Chrysler Adaptado    | ?     |                   | 16     |
| Abd. | 36 | Wilbert Potter      | Steyr                | ?     |                   | 17     |
| Abd. | 38 | Raul Riganti        | Bugatti Hudson       | ?     | Différentielle    | 18     |
| Abd. | 40 | Andres Fernandez    | Amilcar Ford         | ?     |                   | 19     |
| Abd. | 44 | Adolfo Dall'Ochio   | Graham-Paige         | ?     | Accident          | 21     |
| Abd. | 66 | Nicolino Guerrera   | Hudson Adaptado      | ?     |                   | 32     |
| Abd. | 68 | Santos Soeiro       | Farmann              | ?     |                   | 33     |
| Abd. | 74 | Luciano Murro       | Austro-Daimler       | ?     | Accident          | 36     |
| Abd. | 80 | Benedicto Lopes     | Bugatti T37A         | ?     |                   | 39     |
| Abd. | 82 | Álvaro Martins      | Alfa Romeo RL6 Sport | ?     |                   | 40     |
| Abd. | 88 | Dante Di Bartolomeo | Alfa Romeo 6C 1500   | ?     |                   | 43     |
| Np.  | 4  | Irahy Correa        | Bugatti T37A         |       |                   |        |

- Légende: Abd.=Abandon - Np.=Non partant - Nc.=Non classé.

## Pole position & Record du tour
- Pole position : Victorio Rosa par ballotage.
- Record du tour : Irineu Corrêa en 9 min 2 s 8 au tour no 14 (74,016 km/h).